# (12006) Hruschka
(12006) Hruschka est un astéroïde de la ceinture principale.

## Description
(12006) Hruschka est un astéroïde de la ceinture principale. Il fut découvert par Lenka Šarounová le 20 juillet 1996 à Ondrejov. Il présente une orbite caractérisée par un demi-grand axe de 3,97 UA, une excentricité de 0,081 et une inclinaison de 10,277° par rapport à l'écliptique.
Il fut nommé en hommage à l'inventeur tchèque František Hruschka (1819-1888), qui conçut une centrifugeuse d'extraction de miel, gagnant ainsi la reconnaissance internationale dans le milieu de l'apiculture.

## Compléments